# 马昌裔
马昌裔（1946年—），四川隆昌人，回族，中华人民共和国政治人物、第十一届全国人民代表大会宁夏地区代表。
毕业于西安交通大学机械制造工艺及设备专业，是中共党员。2008年，担任全国人大农业与农村委员会委员。